# Parosphromenus anjunganensis
Паросфромен анджунганський (Parosphromenus anjunganensis) — тропічний прісноводний вид риб з родини осфронемових (Osphronemidae), підродина макроподових (Macropodusinae).
Назва anjunganensis походить від містечка Анджунган (індонез. Anjungan), розташованого поблизу типової для цього виду місцевості.

## Опис
Максимальна стандартна (без хвостового плавця) довжина 2,6 см; максимальна загальна довжина 3,5 см.
У спинному плавці 12-13 твердих і 6-7 м'яких променів (всього 18-20), в анальному плавці 11-14 твердих і 9-11 м'яких променів (всього 21-23).
Для P. anjunganensis характерним є виразний статевий диморфізм. Самці виглядають яскравіше за самок, мають інтенсивну палітру кольорів. На тілі в них присутній смугастий малюнок з горизонтальних темних та світлих смуг, що чергуються. Спинний, анальний та хвостовий плавці червонувато-коричневі з тонкою біло-блакитною облямівкою. Подібне забарвлення мають і черевні плавці, біло-блакитними є їхні передні подовжені нитки. У шлюбному вбранні забарвлення самців стає інтенсивнішим.
Ризик сплутати анджунганського паросфромена з іншими представниками роду невисокий через характерне одноманітне забарвлення плавців у самців. Натомість самки дуже схожі з самками інших паросфроменів з круглими хвостами.
У період нересту забарвлення самок стає блідо-бежевим, смугастий малюнок на тілі майже щезає.

## Поширення
Була зафіксована наявність анджунганського паросфромена лише у двох місцях: у річках Кепаянг (індонез. Sungai Kepayang) та Пінью (індонез. Sungai Pinyuh) поблизу міста Анджунган, а також у річці Мандор (індонез. Sungai Mandor) поблизу міста Мандор (індонез. Mandor). Обидві ці місцевості знаходяться в індонезійській провінції Західний Калімантан, басейн річки Капуас.
Вид мешкає лише в «чорних водах», пов'язаних з торфовищами болотних лісів. Параметри води в місцях існування анджунганського паросфромена є такими: pH 3,5-5,4, температура 28,3 °C, провідність 22 мкСм/см.
У деяких місцевостях P. anjunganensis зустрічається в одних водоймах зі спорідненим P. ornaticauda, але вони займають різні екологічні ніші.
Загроза існуванню виду є високою. У районах його поширення значні території заболочених, колишніх вологих тропічних лісів були осушені та розчищені. Багато мешканців місцевих водойм постраждали від діяльності людини. Ймовірність вимирання P. anjunganensis в період 2010—2050 років внаслідок втрати середовищ проживання оцінювалась у 17-93 %.

## Розмноження
У період нересту риби утворюють тимчасові пари. Самці займають невеличкі території й будують гнізда з піни, переважно в печероподібних утвореннях серед опалого листя, що лежить на дні. Самець залицяється до самки головою донизу, повністю розкриваючи при цьому свої плавці. Гніздо зазвичай буває слабким. Розмір кладки — до 60 ікринок. Самець відповідає за догляд за ікрою та виводком.

## Утримання в акваріумі
Вид періодично з'являється в зоомагазинах, що є нехарактерним для паросфроменів. Така ситуація частково пояснюється близькістю районів поширення P. anjunganensis з найбільш популярним в акваріумах представником роду — P. omaticauda.
Умови утримання в акваріумі типові для представників роду.